# Maja Savić
Maja Savić (ur. 29 kwietnia 1976 w Ivangradzie) – czarnogórska piłkarka ręczna, reprezentantka kraju, lewoskrzydłowa. Obecnie występuje w czarnogórskim ŽRK Budućnost Podgorica.

## Sukcesy

### reprezentacyjne
- Igrzyska Olimpijskie:
  -  2012
- Mistrzostwa Europy:
  -  2012

### klubowe
- Mistrzostwo Czarnogóry:
  -  1998, 1999, 2000, 2001, 2002, 2003, 2004, 2012
- Puchar Czarnogóry:
  -  1998, 2000, 2001, 2002
- Mistrzostwo Danii:
  -  2005, 2007
  -  2009
- Puchar Danii:
  -  2010
- Puchar puchar Zdobywców Pucharów:
  -  2009
- Liga Mistrzyń: 
  -  (2005, 2007, 2012)
- Liga Regionalna:
  -  (2012)